# Piz Radun
Piz Radun är en bergstopp i Schweiz.   Den ligger i regionen Surselva och kantonen Graubünden, i den östra delen av landet, 140 km öster om huvudstaden Bern. Toppen på Piz Radun är 2 581 meter över havet, eller 205 meter över den omgivande terrängen. Bredden vid basen är 4,1 km.
Terrängen runt Piz Radun är huvudsakligen bergig. Närmaste större samhälle är Bonaduz, 16,1 km nordost om Piz Radun. 
Trakten runt Piz Radun består i huvudsak av gräsmarker. Runt Piz Radun är det mycket glesbefolkat, med 4 invånare per kvadratkilometer.